# Yakusha-e

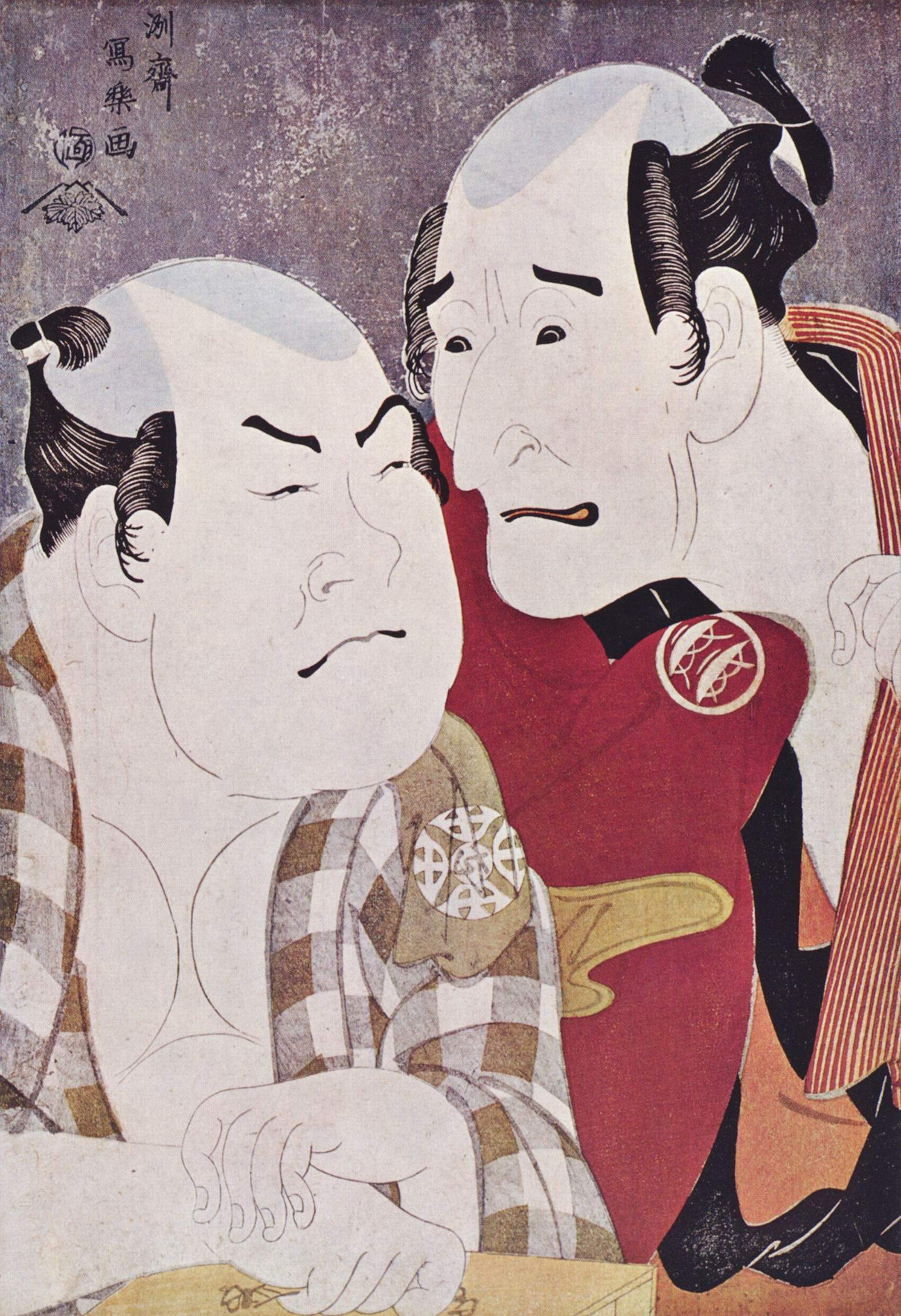
Sharaku : portraits d'acteurs de kabuki.

Les yakusha-e (役者絵) sont des estampes japonaises, ou plus rarement des peintures, représentant des acteurs de kabuki, particulièrement lorsqu'il s'agit d'images ukiyo-e, très populaires au Japon pendant toute l'époque d'Edo (1603-1867), et jusqu'au début du XXe siècle.
Plus précisément, le terme yashuka-e ne s'applique qu'à des portraits d'artistes individuels (ou parfois des couples d'acteurs, comme on peut le voir à l'occasion chez Sharaku).
Cependant, les estampes de scènes de kabuki — ou représentant d'autres éléments du monde du théâtre — leur sont étroitement apparentées et étaient en général produites et vendues en même temps que les portraits.
Les ukiyo-e sont presque exclusivement des images de la vie urbaine et la grande majorité de celles qui ne sont pas des paysages sont consacrées aux courtisanes, au sumo ou au kabuki.
Des détails réalistes, des inscriptions, le nombre des affiches de l'époque et un certain nombre d'autres éléments ont permis à de nombreux tirages d'être analysés et identifiés dans les moindres détails. Les chercheurs sont en mesure d'identifier les sujets de nombreuses estampes, non seulement la pièce, les rôles et les acteurs représentés mais souvent le théâtre, l'année, le mois et même le jour du mois de telle ou telle représentation.

## Développement de la forme

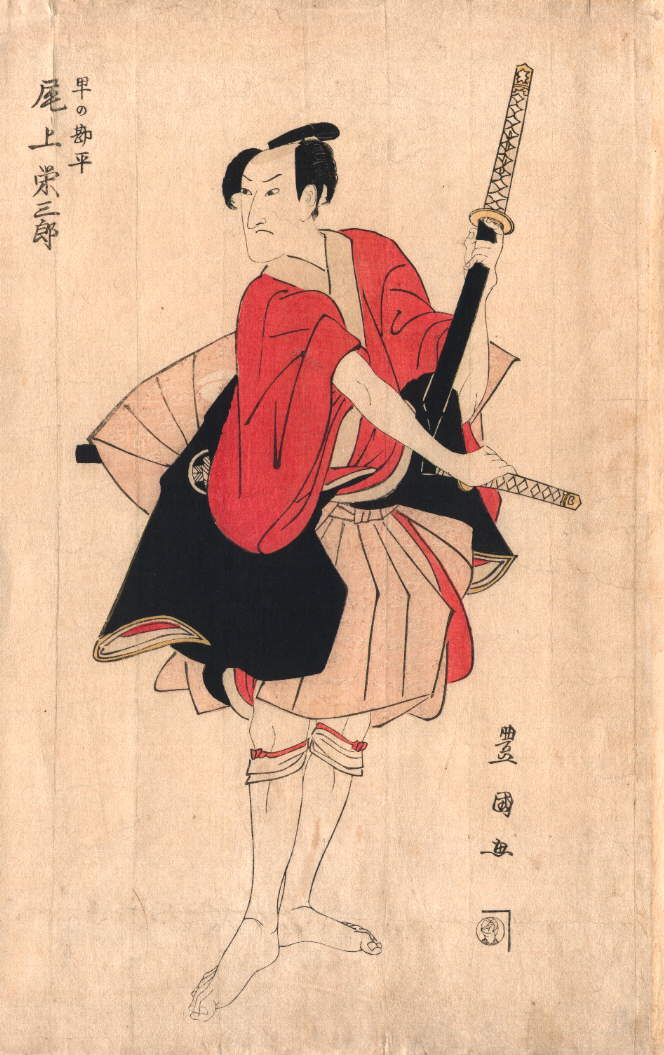
Utagawa Toyokuni : Onoe Eisaburo I ; vers 1800.

Au cours de l'époque d'Edo, de même que l'ukiyo-e dans son ensemble évolue et change en tant que genre, le yakusha-e connaît également un certain nombre de changements. Beaucoup de gravures, particulièrement les plus anciennes, représentent les acteurs de façon générale et très simplement montrent leur vraie nature en tant qu'acteurs incarnant simplement des rôles. Parallèlement, beaucoup d'autres gravures prennent la voie opposée et montrent des acteurs et des scènes de kabuki très minutieusement, occultant délibérément la distinction entre une pièce et les événements réels qu'elle cherche à évoquer.
Seuls quelques artistes sont assez novateurs pour se démarquer de la masse, créant des œuvres plus distinctives dans leur style. Ces artistes, à commencer par Katsukawa Shunshō, dépeignent minutieusement les acteurs et les idéalisent mais avec des détails réalistes des visages individualisés. Des acteurs singuliers, en particulier Ichikawa Danjūrō V, sont à présent reconnaissables d'un rôle à l'autre et même lorsqu'ils sont représentés par différents artistes.
Torii Kiyonobu (1664-1729) est probablement l'un des premiers à produire des impressions d'acteurs dans le style dominant ukiyo-e. Artiste de l'école Torii qui peint des affiches de théâtre, Kiyonobu n'est pas étranger au monde du théâtre ou aux représentations artistiques de ceux-ci. Il publie en 1700 un livre de portraits en pied d'acteurs kabuki d'Edo dans divers rôles. Bien qu'il emprunte beaucoup au style de l'école Torii dans son ensemble, d'importants éléments de sa production sont innovants. Ses formes dramatiques vont orienter le cœur du style ukiyo-e pendant les quatre-vingts années suivantes. Il est possible que ses gravures ont même affecté le théâtre kabuki lui-même comme les acteurs ont cherché à correspondre dans leur jeu aux poses dramatiques, grandiloquentes et intenses de leur art telles que figurées sur les estampes alors imprimées.
Dans les années 1740, des artistes comme Torii Kiyotada réalisent des tirages représentant non seulement les acteurs en portraits ou sur scène, mais les théâtres eux-mêmes, y compris le public, l'architecture et divers éléments de mise en scène.
Pendant tout le XVIIIe siècle, de nombreux artistes ukiyo-e produisent des impressions d'acteurs et autres représentations du monde kabuki. La plupart de ces images s'inspirent fortement du style de Torii et sont essentiellement des œuvres de promotion, « affiches très stylisées, destinées à attirer la foule avec leur ligne en gras et leur couleur ». Il faut attendre les années 1760 et l'émergence de Katsukawa Shunshō pour que les acteurs commencent à être dépeints de manière à pouvoir être identifiés dans les différentes gravures représentant des rôles différents. Shunshō se concentre sur les traits du visage et les particularités des acteurs individuels.
Ce changement radical dans le style est imité par les élèves de Shunshō de l'école Katsukawa et par beaucoup d'autres artistes ukiyo-e de l'époque. Le style individualisé réaliste remplace le style idéaliste, dramatique mais finalement généralisé, de l'école Torii qui a dominé pendant soixante-dix ans.
Avec Kiyonobu, Sharaku est l'un des plus célèbres et influents graveurs de yakusha-e. Travaillant à peu près un siècle après son prédécesseur, les deux sont souvent nommés comme les représentants du début et de l'apogée des représentations en gravures du kabuki. Les œuvres de Sharaku sont très audacieuses et énergiques et montrent un style unique incomparable. Ses portraits sont facilement reconnaissables parmi les représentations les plus individualisées et distinctives de l'ensemble de l'ukiyo-e. Cependant, son style si personnel n'a pas été imité par d'autres artistes et ne peut être admiré que dans les œuvres créées par Sharaku lui-même pendant la période incroyablement courte au cours de laquelle il a produit des impressions, entre 1794 et 1795.
Utagawa Toyokuni quant à lui, apparaît presque en même temps que Sharaku. Ses gravures les plus célèbres d'acteurs sont publiées en 1794-1796 dans une collection intitulée Yakusha butai no sugata-e (役者舞台の姿絵, Vues d'acteurs sur scène). Bien que ses œuvres manquent de l'énergie unique caractéristique de celles de Sharaku, il est considéré comme l'un des plus grands artistes dans les portraits « grande-tête » et dans l'ukiyo-e en général pour ses représentations d'autres sujets et dans d'autres formats. Bien que les gravures de portraits commencent à connaître un sérieux déclin au tournant du XIXe siècle, les saisies rapides de visages continuent à être produites. Les artistes de l'école Utagawa, qui imitent le style de Toyokuni, créent des représentations hautement caractérisées d'artistes qui, tout en n'étant pas particulièrement réalistes, sont néanmoins très individualisées. Les personnages et, peut-être, les apparences réelles d'un grand nombre d'acteurs individuels, qui, autrement, ne seraient connus que par leurs noms, nous sont ainsi parvenues.